# Gunvor Simonsson
Gunvor Elisabeth Simonsson, född 21 februari 1913 i Malmö, död 6 mars 2001 i Kungsbacka, var en svensk målare.
Simonsson studerade vid Hovedskous målarskola i Göteborg 1953–1959 samt under studieresor till Belgien, Frankrike och Danmark. Hon medverkade i Göteborgs konstförenings Decemberutställningar på Göteborgs konsthall. Hennes konst består av ett pointillistiskt måleri utfört i olja. Simonsson är begravd på Västra kyrkogården i Göteborg.